# Ів Перон
Ів Перон (народився 2 серпня 1914 року в Плунерені, помер 6 червня 1977 року в Бордо) — французький борець опору. Був депутатом першого та другого Національних установчих зборів.
Депутат Дордоні під час двох установчих зборів, а потім на парламентських виборах у листопаді 1946 року Перон відмовився голосувати за довіру Полю Рамадьє 4 травня 1947 року.
Ів Перон також був віце-президентом Вищого суду у 1945 та 1946 роках і був призначений титулярним суддею, «вилученим з Асамблеї» у 1951 році. Таким чином, він не пошкодував колишнього міністра Жоржа Бонне.
У 1958 році він був у Національній асамблеї, коли вона надала свою довіру уряду, сформованому Шарлем де Голлем. Як і Мендес Франс, Міттеран, частина соціалістів і радикалів, він разом з комуністами голосує проти.
Потім він представлявся депутатам до 1974 року, але щоразу доводилося вклонятися перед кандидатом від голлістів Івом Геною. Він зробив скромну кар'єру як місцевий виборний представник, засідаючи в Генеральній раді Дордоні (1972—1977) і Регіональній раді Аквітанії (1972—1977) під мандатом Жака Шабана-Дельма.
У Булазаку шкільний гурток у комуністичному містечку носить його ім'я. Похований у Пужоль-сюр-Дордонь